# Visions of Europe
Albums de Stratovarius
The Past and Now
(1997) Destiny
(1998)
Visions of Europe est le nom d'un double album live du groupe de power metal finlandais Stratovarius. Les deux albums ont été enregistrés pendant l'année 1997 au cours de la tournée du groupe en Italie et en Grèce.

## Liste des chansons

### Disque 1
| No | Titre             | Durée |
| -- | ----------------- | ----- |
| 1. | Intro             | 1:34  |
| 2. | Forever Free      | 6:35  |
| 3. | Kiss of Judas     | 6:39  |
| 4. | Father Time       | 5:08  |
| 5. | Distant Skies     | 4:33  |
| 6. | Season of Change  | 7:18  |
| 7. | Speed of Light    | 3:35  |
| 8. | Twilight Symphony | 7:16  |
| 9. | Holy Solos        | 11:13 |

### Disque 2
| No | Titre                    | Durée |
| -- | ------------------------ | ----- |
| 1. | Visions (Southern Cross) | 10:11 |
| 2. | Will The Sun Rise        | 6:57  |
| 3. | Forever                  | 3:48  |
| 4. | Black Diamond            | 6:14  |
| 5. | Against The Wind         | 5:46  |
| 6. | Paradise                 | 4:53  |
| 7. | Legions                  | 6:35  |

## Formation
- Timo Kotipelto - Chant
- Timo Tolkki - Guitare
- Jari Kainulainen - Basse
- Jens Johansson - Claviers
- Jörg Michael - Batterie